# Luksus (band)
 For alternative betydninger, se Luksus. (Se også artikler, som begynder med Luksus)
Luksus var et dansk indierock-band bestående af Lise Westzynthius (vokal, klaver), Mikael Simpson (guitar, vokal), Georg Rune Andersen (bass) og Henrik Vibskov (trommer), der blev dannet i 1994. Bandet nåede at udgive ep'en Luksus og albummet Repertoire, inden det gik i opløsning i 2001. Lise Westzynthius og Mikael Simpson har begge siden gjort sig bemærkede som solokunstnere.

## Diskografi
- Luksus (1997)
- Repertoire (1998)